# ماهر عياد
ماهر عياد (من مواليد 5 ديسمبر 1978) هو أستاذ شطرنج بحريني في الاتحاد الدولي للشطرنج 2004 وحائز على الميدالية الذهبية الفردية في أولمبياد الشطرنج 2002.

## سيرته
فاز ماهر عياد ببطولة البحرين الدولية للشطرنج في رمضان مرتين على التوالي (2014، 2015). وهو معروف أيضًا بأنه متخصص جيد في الشطرنج السريع. احتل ماهر عياد المركز الثاني في بطولة الكويت المفتوحة للشطرنج الخاطف عام 2014، وفاز ببطولة المملكة العربية السعودية المفتوحة للشطرنج عام 2015.
لعب ماهر عياد لصالح البحرين في أولمبياد الشطرنج:
- في عام 2002، في الجولة الرابعة من أولمبياد الشطرنج الخامس والثلاثين في بليد (+7، =2، -1)، فاز بالميدالية الذهبية الفردية.
- في عام 2006، في مجلس الاحتياطي في أولمبياد الشطرنج السابع والثلاثين في تورينو (+8، =1، -2).
- في عام 2010، في المجلس الرابع في أولمبياد الشطرنج التاسع والثلاثين في خانتي مانسيسك (+4، =4، -2).
- في عام 2016، في المجلس الثاني في أولمبياد الشطرنج الثاني والأربعين في باكو (+5، =0، -6).[8]
- في عام 2018، في المجلس الثاني في أولمبياد الشطرنج الثالث والأربعين في باتومي (+4، =2، -4).[9]

لعب ماهر عياد لصالح البحرين في دورة الألعاب الآسيوية للصالات والفنون القتالية:
في عام 2007، في اللوحة الأولى في دورة الألعاب الآسيوية الثانية للشطرنج داخل الصالات في ماكاو (+1، =1، -4).

## روابط خارجية
- ماهر عياد على موقع الاتحاد الدولي للشطرنج (الإنجليزية)
- ماهر عياد على موقع مباريات الشطرنج (الإنجليزية)
- ماهر عياد على موقع 365Chess.com (الإنجليزية)
- ماهر عياد على موقع Chesstempo.com (الإنجليزية)
- ماهر عياد سجل أولمبياد الشطرنج على موقع OlimpBase.org (الإنجليزية)